# Niklas Edin
Niklas Edin (ur. 6 lipca 1985 w Sidensjö w gminie Örnsköldsvik) – szwedzki curler, mistrz olimpijski z Pekinu 2022, wicemistrz olimpijski z Pjongczangu 2018 i brązowy medalista olimpijski z Soczi 2014, mistrz świata, mistrz Europy, mistrz świata juniorów, zawodnik Karlstads Curingklubb. Jest jednym dwóch, obok kolegi z zespołu Oskara Erikssona, curlerów w historii, który sześciokrotnie zdobył mistrzostwo świata mężczyzn.

## Życiorys
Po raz pierwszy zagrał w curling w 1998. W 2004 jako skip drużyny z Örnsköldsviks CK wygrał mistrzostwa Szwecji juniorów i reprezentował kraj na Mistrzostwach Świata Juniorów 2004. Po rundzie grupowej Szwecja była liderem, wygrała półfinał z Koreą a następnie pokonała w finale 5:4 Szwajcarię. Rok później Edin nie zdobył mistrzostwa kraju, jednak wyjechał na Mistrzostwa Świata Juniorów 2005 jako rezerwowy, zagrał wówczas tylko w jednym meczu przeciwko Szwajcarom. Zespół Nilsa Carlséna wywalczył w Pinerolo srebrne medale, w finale przegrał 5:6 z Kanadą (Kyle George). W tym samym roku ekipa Edina zagrała na Mistrzostwach Europy Mikstów. Szwedzi zdobyli srebrne medale po porażce z Finami (Markku Uusipaavalniemi) 6:5.
W 2006 Niklas dołączył jako trzeci do Nilsa Carlséna z Sundbybergs CK i ponownie zagrał w Mistrzostwach Świata Juniorów. Szwecja podobnie jak rok wcześniej przegrała finał z Kanadyjczykami (Charley Thomas) 3:7. Drużyna wygrała Elitserien 2005/2006 i reprezentowała Szwecję na Mistrzostwach Świata 2006. Z bilansem 6-5 zajęła 5. miejsce wraz z Finami i Szwajcarami. W kolejnym występie  na Mistrzostwach Świata Juniorów powtórzyła się wcześniejsza sytuacja i zawodnicy Sundbybergs CK w finale ulegli Kanadzie (Charley Thomas) 3:8.
W 2008 Edin przekroczył wiek juniorski, jednak wyjechał na Mistrzostwa Świata Juniorów 2008 jako trener kobiecej reprezentacji, która wywalczyła srebrne medale. W tym samym roku Edin jako skip mieszanej drużyny mikstowej stanął na najwyższym stopniu podium mistrzostw Szwecji. W rozgrywkach krajowych trzecią była Anette Norberg, która jednak nie uczestniczyła w Mistrzostwach Europy Mikstów. Norberg przygotowywała się do Mistrzostw Europy z drużyną kobiet. Szwecja w Mistrzostwach Europy przegrała półfinał 1:7 z Niemcami (Rainer Schöpp), jednak wygrała mecz o brązowy medal z Rosją (Aleksander Kirikow) 6:4. Zespół Niklasa Edina dotarł do finału Mistrzostw Szwecji 2008, w którym przegrał z Mathiasem Mabergsem.
W sezonie 2008/2009 został zawodnikiem Karlstads CK. Wraz z nową drużyną zagrał na Zimowej Uniwersjadzie 2009. Po Round-Robin Szwecja zajmowała 1. miejsce, taki sam wynik uzyskali na koniec pokonując w półfinale 8:7 Chiny (Wang Fengchun) i w finale 8:7 Norwegię (Thomas Løvold).
Niklas Edin wygrał Mistrzostwa Szwecji 2009 i brał udział w Mistrzostwach Europy 2009. Swój debiutancki występ na imprezie tej rangi zakończył zdobyciem tytułu mistrza kontynentu. Do fazy play off zakwalifikował się z 2. miejsca. W meczu 1-2 zespół Edina pokonał Norwegów (Thomas Ulsrud) 7:3, przy czym w ostatniej rundzie fazy każdy z każdym to Norwegia wygrała 10:3. W finale Szwecja pokonała Szwajcarię (Ralph Stöckli) 6:5.
Dzięki sukcesowi w Mistrzostwach Europy Szwedzka Federacja Curlingu zdecydowała wysłać drużynę Niklasa Edina na Zimowe Igrzyska Olimpijskie 2010. Reprezentacja Szwecji pod przewodnictwem Edina po Round Robin wraz z Wielką Brytanią (David Murdoch) zajmowała 4. miejsce. W meczu o wejście do play-off Szwecja wygrała wynikiem 7:6. W półfinale przegrała 3:6 z niepokonanymi Kanadyjczykami (Kevin Martin). W meczu o brąz przeciwko Szwajcarom w 9. endzie Skandynawowie prowadzili 4:3, w ostatnim zagraniu Edin popisał się poczwórnym wybiciem i przeciwnicy po raz kolejny zremisowali partię. W kończącym zagraniu 10. enda Edin miał wykonać freeze w guzik, zagrał jednak za mocno. Rywale wykorzystali błąd ustawiając swój drugi kamień najbliżej środka domu, tym samym Szwajcarzy zrewanżowali się za porażkę w finale ME.
Mistrzostwa Europy 2010 jako obrońca tytułu Edin zakończył na 6. miejscu z bilansem 5 wygranych i 4 porażek. Szwedzi mogli wywalczyć w ostatnim meczu przeciwko Szkotom tie-breaker z Danią (Rasmus Stjerne), jednak przegrali mecz 5:7. Hammy Mcmillan przejął 10. partię i doprowadził do dogrywki, którą ostatecznie też wygrał. Edin w ostatnie zagrania wykonywał zbyt lekko, pomimo tego statystycznie był najlepszym zawodnikiem na pozycji czwartego. Podczas MŚ 2011 Szwedzi awansowali do niższego meczu play-off, zmierzyli się tam z Norwegami (Thomas Ulsrud). Zespół Szwedzki grał z bardzo dużą skutecznością, poza Edinem w rezultacie przeciwnicy zdobyli wysokie prowadzenie. Nie widząc szansy na wygraną w ostatnim zagraniu Niklas wykonał 360°, Norwegowie wygrali spotkanie wynikiem 7:2. W małym finale Szwed ponownie zmierzył się w zespołem Ulsruda, tym razem wygrał i rezultatem 7:6 zdobył swój pierwszy medal mistrzostw świata.
Pod koniec 2011 Edin dowodził reprezentacją na Mistrzostwach Europy. Szwedzi z bilansem 6-3 wygrali Round Robin, w meczu play-off pokonując 5:4 Norwegów (Thomas Ulsrud) awansowali do finału. W ostatnim meczu ponownie zmierzyli się z Norwegią, tym razem wynikiem 6:7 triumfowali przeciwnicy. Do Mistrzostw Świata 2012 Edin zgłoszony był jako kapitan, nasilające się bóle kręgosłupa spowodowały, że nie był zdolny do gry i obowiązki skipa przejął Kraupp. Wystąpił jednak w trzech meczach. Zakończyło się to pogorszeniem stanu zdrowia i operacją przepukliny kręgosłupa, na miejscu w Bazylei. Edin problemy z kręgosłupem ma odkąd skończył 10 lat. Stwierdzono u niego dyskopatię, wcześniej przeszedł operację w czerwcu 2010. Jego drużyna zdobyła brązowe medale zwyciężając w ostatnim meczu nad Norwegią (Ulsrud).
W pełni zdrowia Niklas uczestniczył w rozgrywanych w jego rodzinnym mieście Mistrzostwach Europy 2012. Ekipa z Karlstad sięgnęła po złote medale, w górnym meczu Page play-off Szwedzi pokonali 9:3 Czechów (Jiří Snítil). W ostatnim meczu zrewanżowali się Norwegom (Ulsrud) za finał w Moskwie triumfując wynikiem 8:5. Szwedzi zdobyli złote medale również na Mistrzostwach Świata 2013, w górnym meczu play-off zwyciężyli 6:5 nad Szkocją (David Murdoch). Finał przeciwko Kanadzie (Brad Jacobs) zakończył rezultatem 8:6.
15 maja 2013 Szwedzki Komitet Olimpijski ogłosił, że reprezentację kraju na Zimowe Igrzyska Olimpijskie 2014 stanowić będzie zespół Niklasa Edina. W przedolimpijskich Mistrzostwach Europy 2013 Szwedzi uplasowali się na 5. miejscu (5 wygranych i 4 porażki). W turnieju olimpijskim zespół z Karlstad grał lepiej i ukończył Round Robin z jedną porażką na pierwszym miejscu. W meczu półfinałowym wynikiem 6:5 lepsi od Szwedów okazali się być Brytyjczycy (David Murdoch). Szwecja stanęła jednak na podium po wygranej w małym finale nad Chinami (Liu Rui) 6:4.
Po zakończeniu sezonu 2013/2014 dotychczasowa drużyna Niklasa Edina rozpadła się. Sebastian Kraupp i Fredrik Lindberg postanowili na pewien czas zawiesić swoje kariery sportowe. Sam Niklas w następnym sezonie dołączył do zespołu Oskara Erikssona, który przez długi czas był jego rezerwowym. Niklas objął rolę kapitana. Szwedzi w Mistrzostwach Europy 2014 nie przegrali żadnego ze spotkań. W rundzie play-off pokonali 6:2 Włochów (Joël Retornaz), złote medale zdobyli po zwycięstwie 5:4 nad Norwegią (Thomas Ulsrud).
Edin gra również w curling par mieszanych, w Mistrzostwach Szwecji 2009 wraz z Lottą Lennartsson zajął 3. miejsce.

## Drużyna
|                  |           | Czwarty          | Trzeci            | Drugi              | Otwierający          |
| ---------------- | --------- | ---------------- | ----------------- | ------------------ | -------------------- |
| 2014/2015        | 2014/2015 | Niklas Edin      | Oskar Eriksson    | Kristian Lindström | Christoffer Sundgren |
| 2008/2014        | 2008/2014 | Niklas Edin      | Sebastian Kraupp  | Fredrik Lindberg   | Viktor Kjäll         |
| 2007/2008        | 2007/2008 | Nils Carlsén     | Niklas Edin       | Marcus Hasselborg  | Emanuel Allberg      |
| 2006/2007        | MŚJ       | Niklas Edin      | Marcus Hasselborg | Emanuel Allberg    | Fredrik Lindberg     |
| 2006/2007        | MSJ       | Niklas Edin      | Marcus Hasselborg | Emanuel Allberg    | Daniel Lövstrand     |
| 2005/2006        | 2005/2006 | Nils Carlsén     | Niklas Edin       | Marcus Hasselborg  | Emanuel Allberg      |
| 2003/2004        | 2003/2004 | Niklas Edin      | Jörgen Granberg   | Stefan Nyström     | Fredrik Lindberg     |
| Drużyny mikstowe |           |                  |                   |                    |                      |
| 2007/2008        | ME        | Niklas Edin      | Anna Hasselborg   | Eric Carlsén       | Sabina Kraupp        |
| 2007/2008        | MS        | Niklas Edin      | Anette Norberg    | Eric Carlsén       | Anna Hasselborg      |
| 2004/2005        | ME        | Niklas Edin      | Stina Viktorsson  | Sebastian Kraupp   | Anna Viktorsson      |
| 2004/2005        | MS        | Sebastian Kraupp | Anna Viktorsson   | Niklas Edin        | Stina Viktorsson     |

## Wielki Szlem
| Turniej                | 2006/2007 | 2009/2010 | 2010/2011 | 2011/2012 | 2012/2013 | 2013/2014 | 2014/2015 |
| ---------------------- | --------- | --------- | --------- | --------- | --------- | --------- | --------- |
| Canadian Open          | x         | A         | A         | SF        | A         | x         | x         |
| Masters                | A         | QF        | QF        | SF        | x         | QF        | x         |
| The National           | A         | A         | QF        | QF        | QF        | x         | A         |
| Elite 10               | –         | –         | –         | –         | –         | –         |           |
| Players’ Championships | A         | QF        | F         | A         | x         | x         |           |

| A  | = nie uczestniczył                         |
| x  | = nie zakwalifikował się do fazy finałowej |
| QF | = ćwierćfinał                              |
| SF | = półfinał                                 |
| F  | = finał                                    |
| W  | = zwycięstwo                               |